# De La Reina
De La Reina es un cultivar de higuera de tipo higo común Ficus carica, bífera (con dos cosechas por temporada brevas de primavera-verano, higos de verano-otoño) de higos de epidermis de color de base verde blancuzco, con sobre color de manchas irregulares marrón claro en el cuerpo y en cuello color verde amarillento, lenticelas abundantes de medianas a grandes de color blanco. Se cultiva principalmente en la provincia de Málaga y en jardines y huertos particulares.

## Sinonimia
- «Reina de Málaga» en Málaga.[4][5][6][7]

## Historia
Nuestra higuera Ficus carica, procede de Oriente Medio y sus frutos formaron parte de la dieta de nuestros más lejanos antepasados. Se cree que fueron fenicios y griegos los que difundieron su cultivo por toda la cuenca del mar Mediterráneo. Es un árbol muy resistente a la sequía, muy poco exigente en suelos y en labores en general.
Según un dicho ibicenco "para que un higo sea bueno ha de tener tres señales: arrugado, entreabierto y picoteado por los gorriones". Otra buena señal es su consistencia, han de ceder a la presión de los dedos. Y si no, ante la duda, esperar al final del verano, que ya dice el refrán “por San Miguel, los higos son miel”.
No confundir la variedad 'De La Reina, Mallorquina', con la variedad 'De La Reina' de la provincia de Málaga, ya que son dos variedades totalmente diferentes.

## Características
La higuera 'De La Reina' es una variedad bífera de tipo higo común. Árbol de gran desarrollo, follaje denso, hojas trilobuladas con pentalobuladas.
'De La Reina' es de producción baja de brevas y muy alta de higos. Los higos 'De La Reina' higo alargado de unos 60 g, de epidermis de color de base verde blancuzco, con sobre color de manchas irregulares marrón claro en el cuerpo y en cuello color verde amarillento, lenticelas abundantes de medianas a grandes de color blanco; costillas marcadas; grietas longitudinales gruesas, reticulares pocas y finas; ostiolo mediano con escamas ostiolares grandes semi adheridas con color rosado. Son densos, firmes y flexibles con pulpa roja clara. Su sabor tiene un toque particular, no muy exagerado en dulzor, con sabor intenso pero no fuerte, un gusto muy marcado.
Hay un parecido de la variedad 'Napolitana Negra' muy prolífica y muy similar a la variedad 'De La Reina' en productividad y sabor. Tiene un rico sabor a mezcla de higos y bayas que tiene una pequeña acidez que lo hace realmente delicioso. El color rojo de la pulpa cerca del ostiolo es intenso en comparación con el resto de la pulpa.
Los higos tienen un período de cosecha muy largo, se cosechan del 15 de agosto al 15 de noviembre. Higos muy resistentes a la lluvia.

## Cultivo y usos
'De La Reina', es una variedad de higo reconocida por su piel fina e intenso dulzor, que se cultiva mayoritariamente en la provincia de Málaga en la cuenca del río Guadalhorce.
Además de su consumo en fresco, en Málaga se consumen en un dulce de higos, pasas y almíbar. En Málaga son famosos los higos secos, los higos pajeros y el pan de higo malagueño (siendo muy reconocido el "pan de higo de Coín").